# Téti kistérség

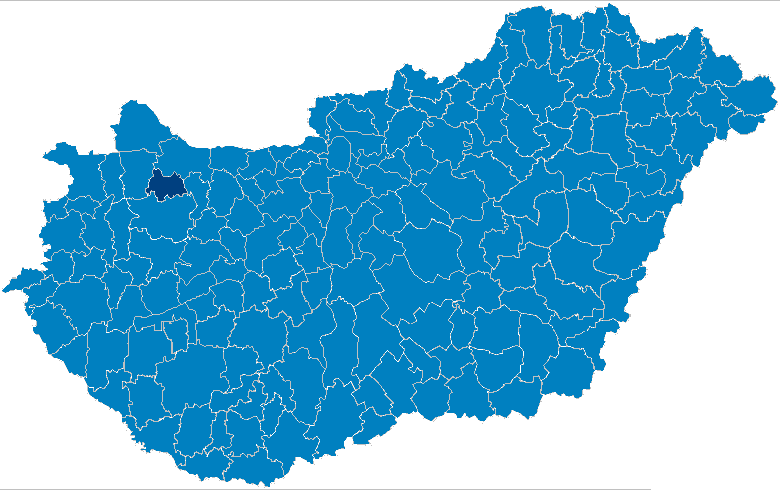
A Téti kistérség

A Téti kistérség egy kistérség volt Győr-Moson-Sopron megyében. Központja Tét volt. 2014-ben az összes többi kistérséggel együtt megszűnt.

## Fekvése
A Téti kistérség a Nyugat-Dunántúli régióban, Győr-Moson-Sopron megye déli részén helyezkedett el. Folyói a Rába és a Marcal voltak. A terület nagy része a Kisalföldön, kis része pedig a Dunántúli-középhegységben terült el. Területén erdők, mezők és szántóföldek voltak találhatóak.

## Története
Tét 1771-ben lett járási székhely és 183 éven át 16 település tartozott vonzáskörzetébe. A rendszerváltással kapták meg a települések az önállóságukatés önkormányzatokat hoztak létre. 1994-ben hozták létre a kistérségi besorolást. 1998-ban a Győri kistérségből kivált a Téti kistérség. 1999-ben Tét nagyközség pályázott a városi cím megszerzésére, majd 2001-ben Tét városi rangot kapott. Igazi változást a kistérségek megállapításárol szóló kormányrendelet hozott, amely alapján 2004. január 1-től 19 önkormányzatból, Téti székhellyel létrejött a Téti kistérség.

## Települései
| Árpás       | Bodonhely    | Csikvánd        | Felpéc          | Gyarmat |
| Gyömöre     | Győrszemere  | Kajárpéc        | Kisbabot        | Mérges  |
| Mórichida   | Rábacsécsény | Rábaszentmihály | Rábaszentmiklós | Sobor   |
| Sokorópátka | Szerecseny   | Tényő           | Tét             |         |

## Nevezetességei
A 19 település számos látnivalóval rendelkezik. Szőlős pincék, présházak, műemlék templomok, kastélyok. A térségben az erdők és folyók túrázásra alkalmasak. Szállási lehetőség több településen is található.

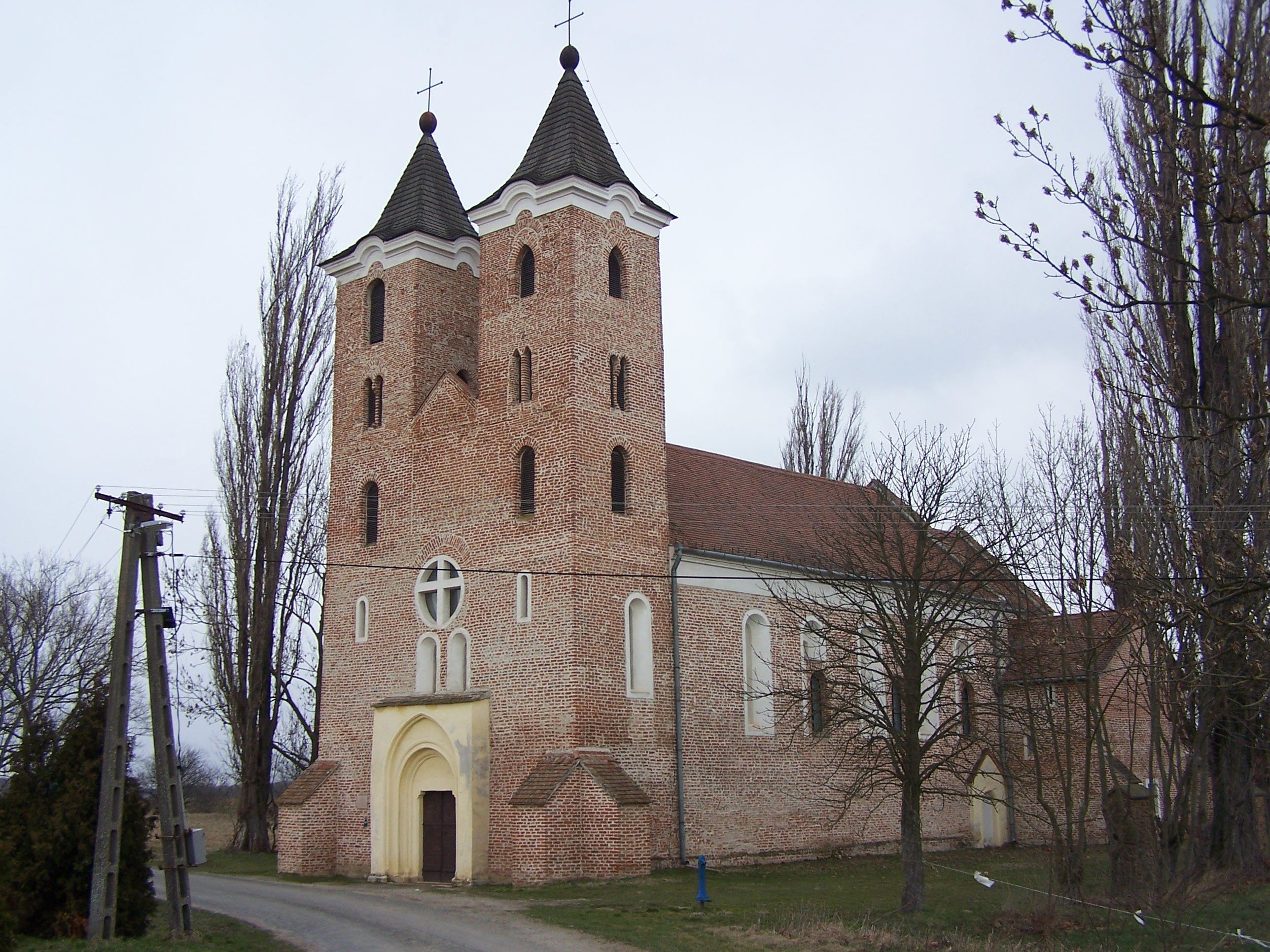
Árpás - az Árpád-kori Szent Jakab-templom
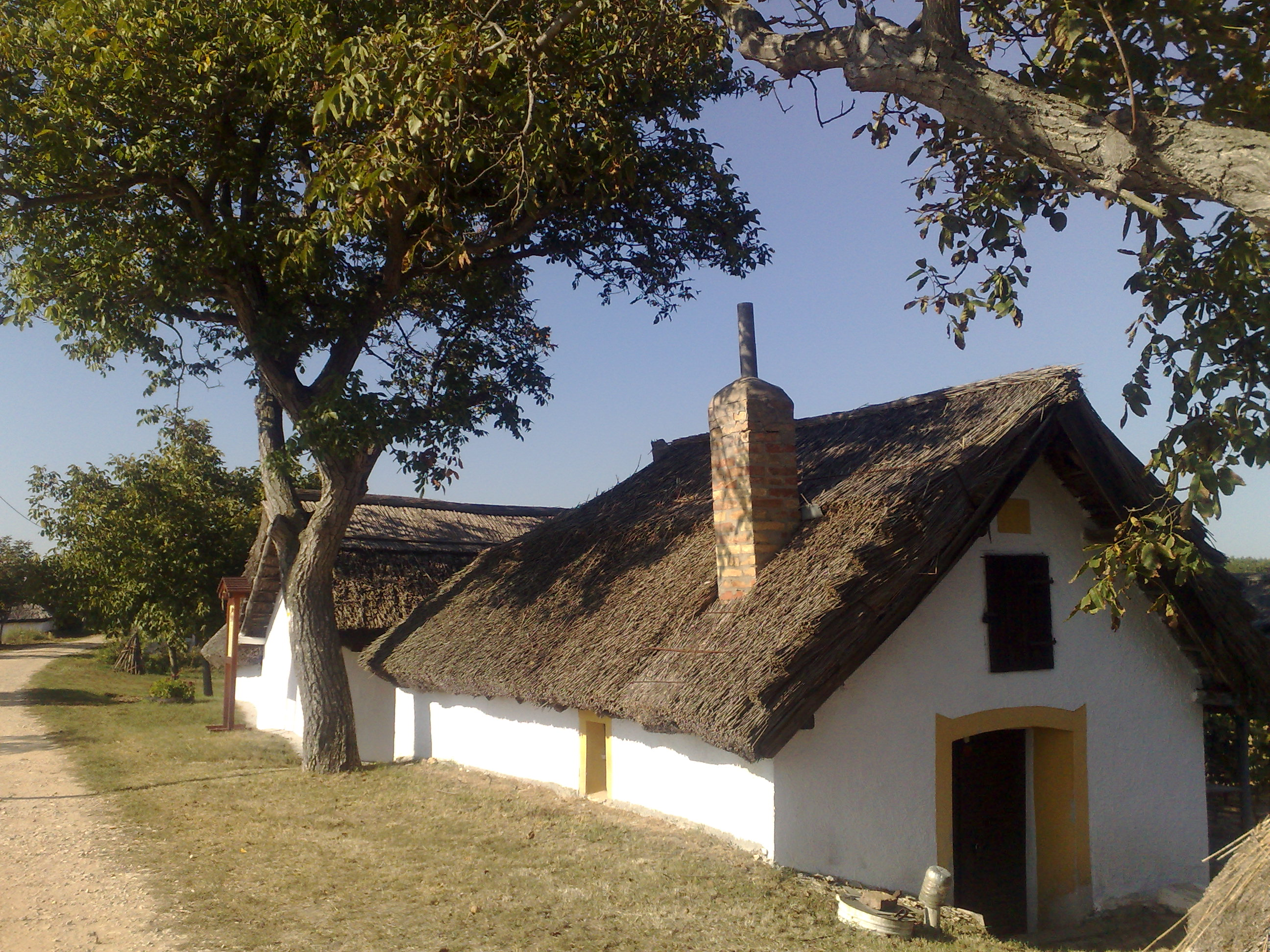
Csikvánd - Pincesor, présházak
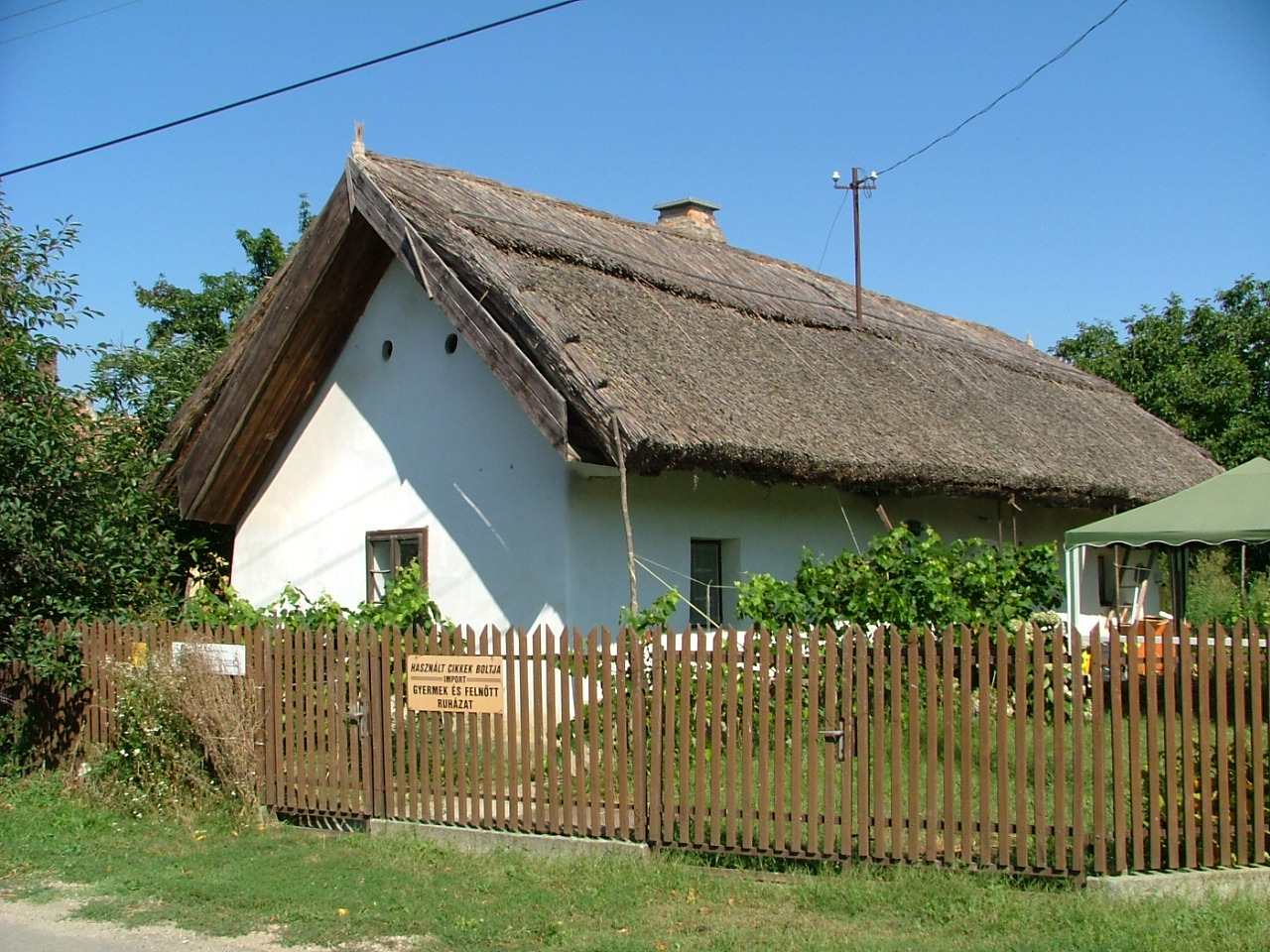
Kisbabot - Felújított parasztház
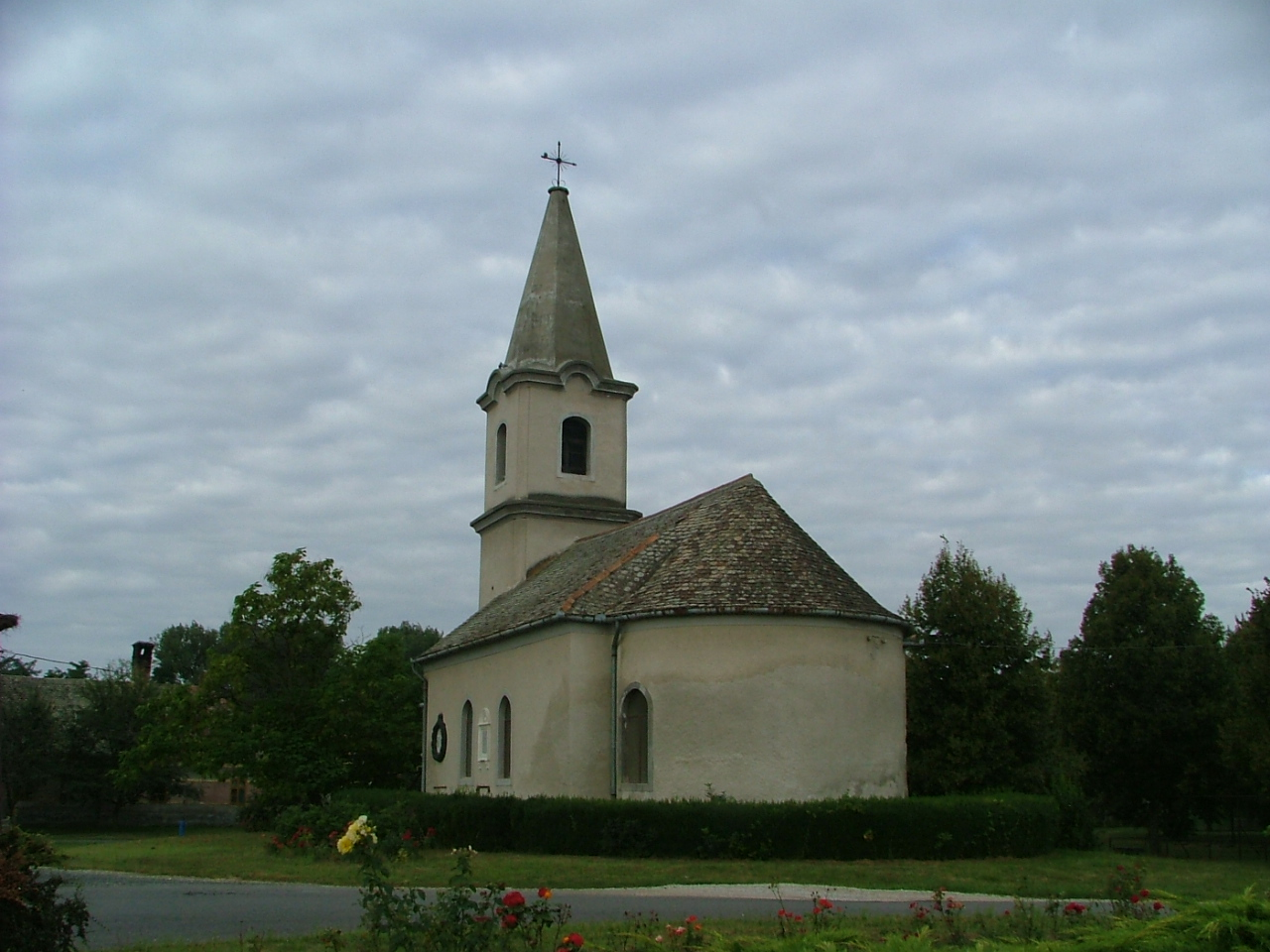
Mérges - Evangélikus templom
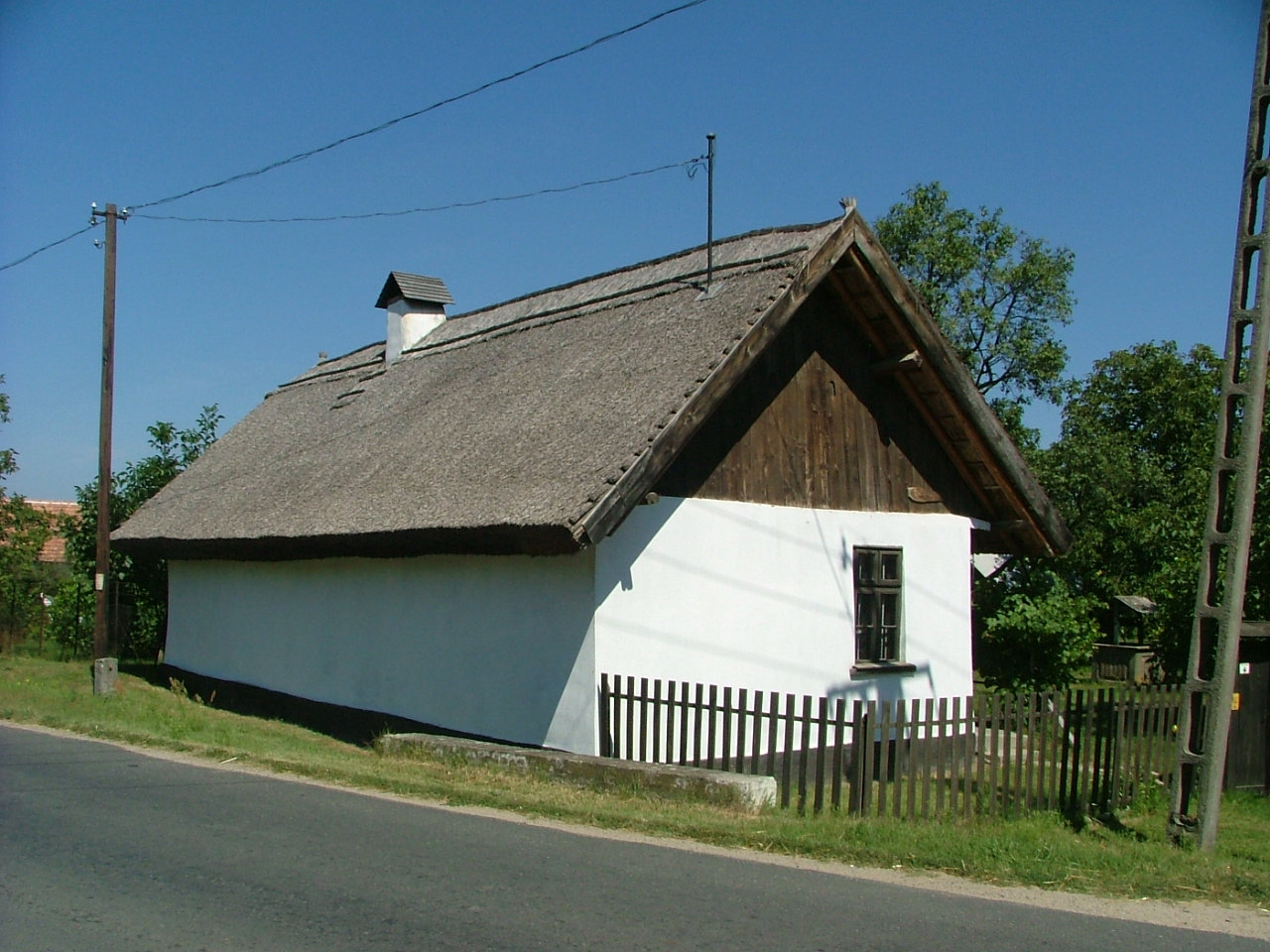
Mórichida - Felújított parasztház
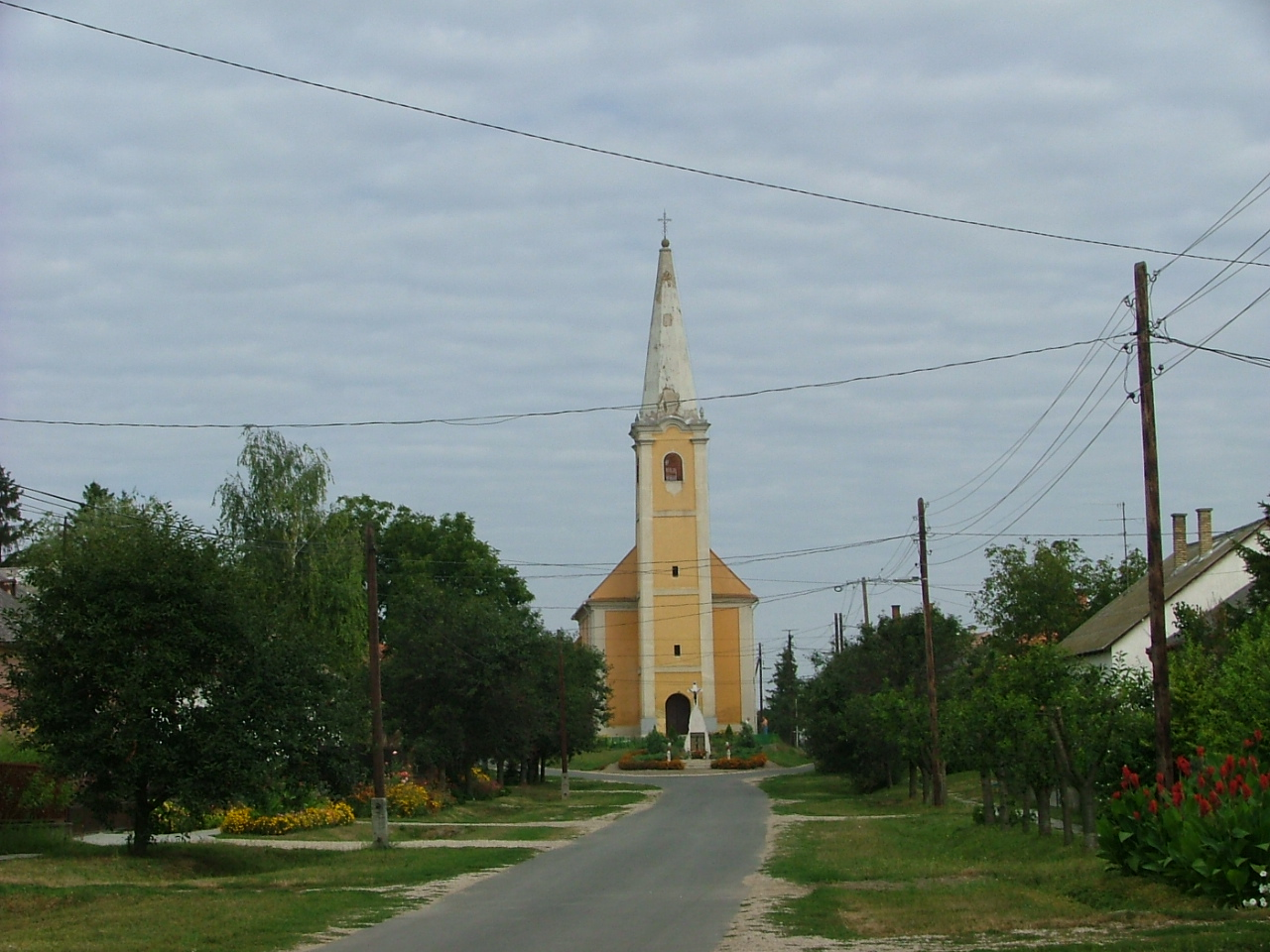
Rábaszentmihály - Szent Mihály római katolikus templom
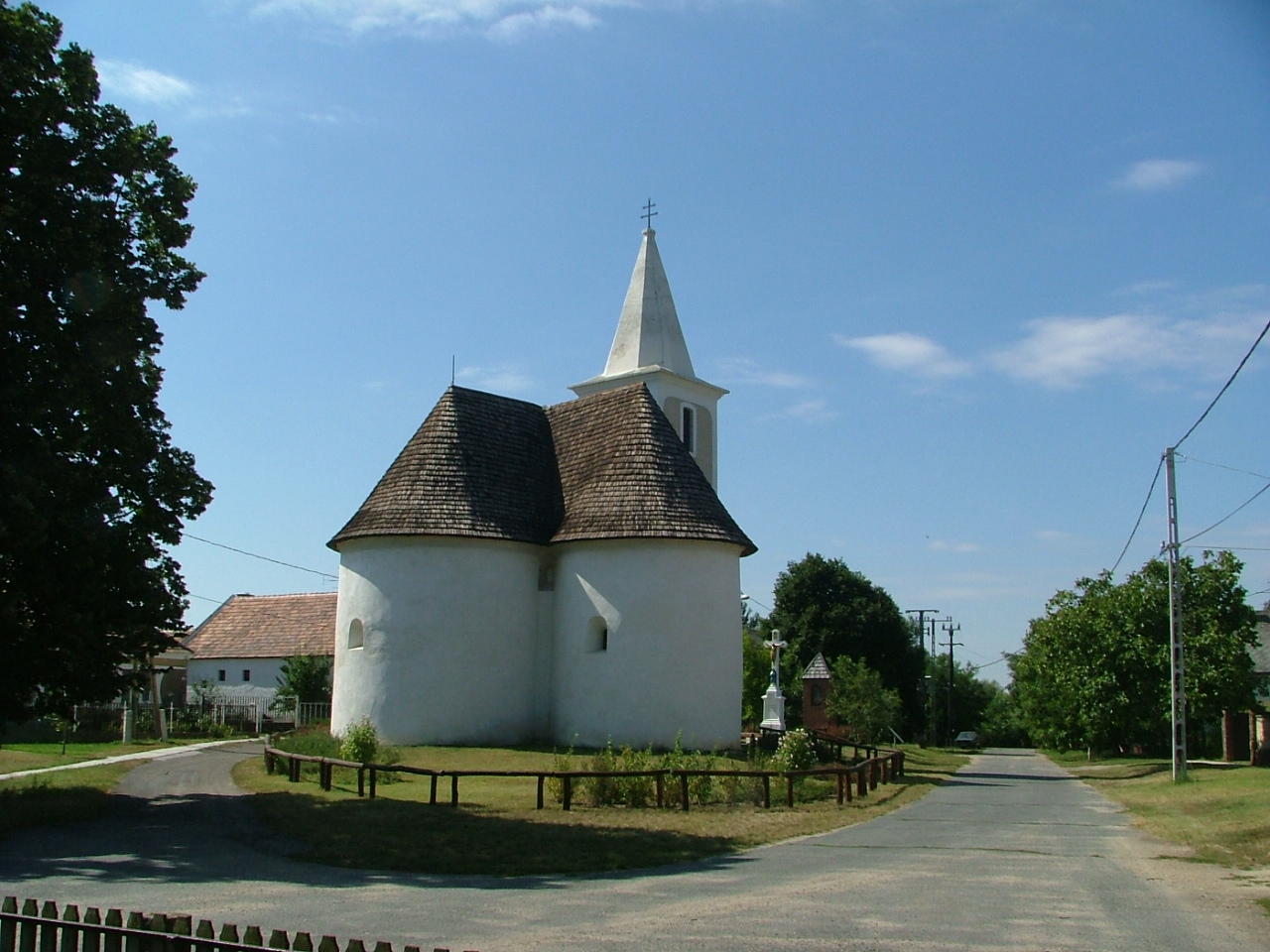
Rábaszentmiklós - Árpád-kori Szent Miklós-körtemplom
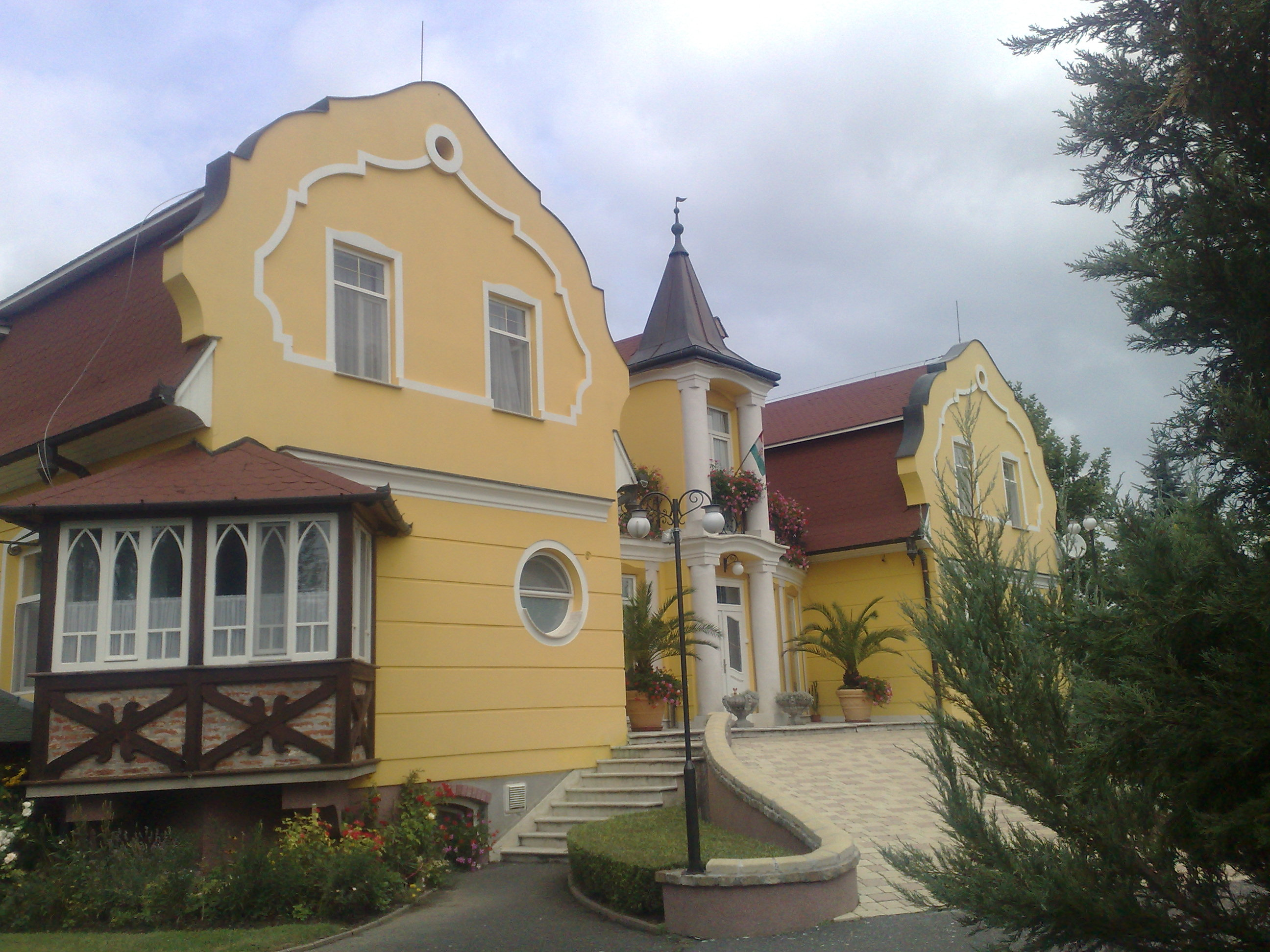
Sobor - Kastélyszálló
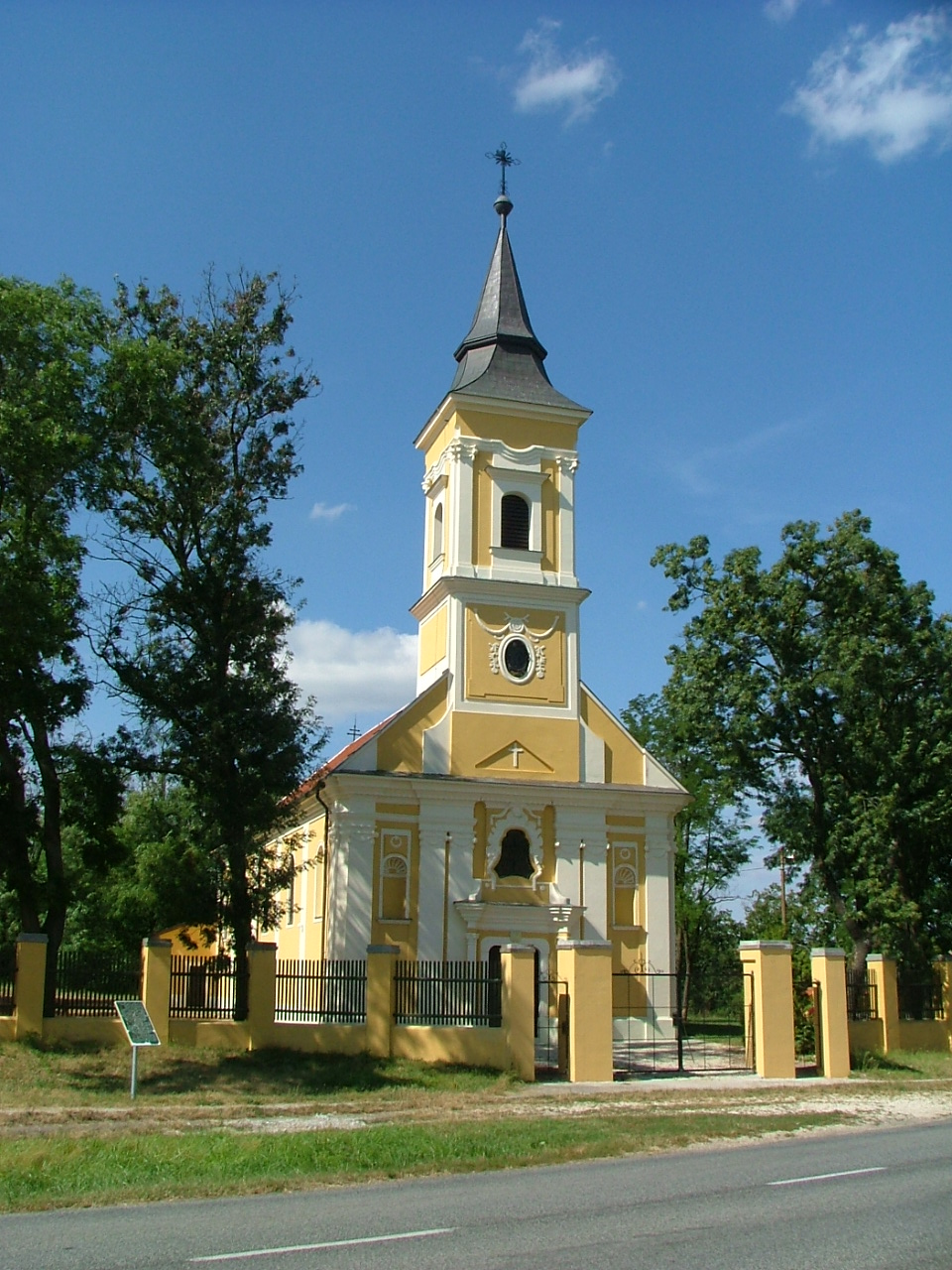
Tét-Tétszentkút - Páduai Szent Antal-templom